# Manlio De Angelis
Manlio De Angelis (Roma, 9 gennaio 1935 – Olbia, 3 luglio 2017) è stato un attore, doppiatore e direttore del doppiaggio italiano.

## Biografia
Figlio del doppiatore Gualtiero De Angelis, iniziò la sua carriera come attore all'inizio degli anni '60, e interpretò un generale russo nel film La donna, il sesso e il superuomo. È stato molto attivo come doppiatore e direttore del doppiaggio, famoso per aver doppiato Alan Arkin, Richard Dreyfuss e Joe Pesci in molti dei loro film. Ha anche doppiato lo sceriffo Martin Brody (interpretato da Roy Scheider) nei primi 2 film della serie de Lo squalo e anche David Starsky (interpretato da Paul Michael Glaser) in Starsky & Hutch. Tra i suoi ruoli nel mondo dell'animazione vi sono quelli di Fra Tuck in Robin Hood e Yosemite Sam in Chi ha incastrato Roger Rabbit.
Padre dei doppiatori Vittorio De Angelis e Eleonora De Angelis, suo fratello Enrico De Angelis era un membro del Quartetto Cetra. Nel luglio 2006, vinse il premio "Leggio d'oro alla carriera per la direzione del doppiaggio".
È morto a Porto Rotondo, frazione del comune di Olbia, il 3 luglio 2017, all'età di 82 anni. Riposa presso il Cimitero Flaminio. Suo figlio Vittorio era morto due anni prima per un infarto.

## Doppiaggio

### Cinema
- Alan Arkin in Una strana coppia di sbirri, Una strana coppia di suoceri, Havana, Le avventure di Rocketeer, Ritorno a Tamakwa - Un'estate indiana, Mia moglie è una pazza assassina?, 4 giorni a settembre, Gattaca - La porta dell'universo, Jakob il bugiardo, Un amore sotto l'albero, Eros, Little Miss Sunshine, Agente Smart - Casino totale, Sunshine Cleaning, I Muppet, Argo, Il grande match
- Richard Dreyfuss in Goodbye amore mio!, Competition, Pazza, Il dittatore del Parador in arte Jack, Always - Per sempre, Cartoline dall'inferno, Tutte le manie di Bob, Ancora una volta, Proibito amare, Conseguenze pericolose, Prove apparenti, Chi è Cletis Tout?
- Joe Pesci in Quei bravi ragazzi, JFK - Un caso ancora aperto, Chi pesca trova, Bronx, Jimmy Hollywood, Otto teste e una valigia, Occhio indiscreto, Casinò, The Good Shepherd - L'ombra del potere
- Roy Scheider in Lo squalo, Lo squalo 2, All That Jazz - Lo spettacolo comincia, Tuono blu, 52 - Gioca o muori, La casa Russia, Doppia verità, Le strade della paura, The Punisher
- Gérard Filippelli in Cinque matti in mezzo ai guai, Cinque matti allo stadio, Cinque matti alla corrida, Cinque matti al supermercato, Più matti di prima al servizio della regina, Cinque matti vanno in guerra
- James Woods in Bersaglio di notte, I ragazzi della mia vita, Lo specialista, La figlia del generale, Straw Dogs
- Jon Lovitz in Pensieri spericolati, Ragazze vincenti, Scappo dalla città 2, Southland Tales - Così finisce il mondo
- M. Emmet Walsh in Fletch - Un colpo da prima pagina, Fuori dal tunnel
- Scott Glenn in Silverado, Caccia a Ottobre Rosso, Fuoco assassino, Vertical Limit
- Bruce McGill in Silkwood, Nessuna pietà, Doppia ipotesi per un delitto
- Claudio Ruffini in Pari e dispari, Poliziotto superpiù, Chi trova un amico trova un tesoro
- Dick Van Patten in Dai papà... sei una forza!, Il mondo dei robot, Balle spaziali
- Dom DeLuise in Il fratello più furbo di Sherlock Holmes, Il mistero delle dodici sedie, Un genio in pannolino
- James Belushi in A proposito della notte scorsa..., Salvador, Filofax - Un'agenda che vale un tesoro
- Gene Wilder in Non guardarmi: non ti sento, Non dirmelo... non ci credo, Mezzogiorno e mezzo di fuoco
- Paul Sorvino in Un tocco di classe, Il giorno del delfino, Reds
- Steve Buscemi in Desperado, Mr. Deeds, Big Daddy - Un papà speciale
- Anthony Hopkins in Una corsa sul prato, 84 Charing Cross Road
- Bill Murray in S.O.S. fantasmi, Benvenuti a Zombieland
- Bob Newhart in In & Out, Elf - Un elfo di nome Buddy
- Burt Young in Chinatown, Killer Elite
- David Warner in Cane di paglia, Star Trek V - L'ultima frontiera
- Harvey Keitel in Bugsy, Un detective... particolare
- Flea in Ritorno al futuro - Parte II, Ritorno al futuro - Parte III
- Jack Kehoe in La stangata, Cronisti d'assalto
- Jeffrey Tambor in ...e giustizia per tutti, Operation: Endgame
- Jerry Lewis in Re per una notte, Cookie
- John Candy in Chi è Harry Crumb?, The Blues Brothers - I fratelli Blues
- John Cazale in La conversazione, Il cacciatore
- John Hurt in L'australiano, The Elephant Man
- Malcolm McDowell in Generazioni, Bobby Jones - Genio del golf
- Michael Palin in Un pesce di nome Wanda, Creature selvagge
- Rob Reiner in Insonnia d'amore, I visitatori del sabato sera
- Robert Wagner in Hoot, Hungover Games - Giochi mortali
- Stanley Tucci in Coppia d'azione, I perfetti innamorati
- Tobin Bell in Ruby - Il terzo uomo a Dallas, Il socio
- William H. Macy in The Cooler, Ti lascio la mia canzone
- Udo Kier in Suspiria, Barb Wire
- H. M. Wynant in Letti separati, 1999: conquista della Terra
- Allan Cuthbertson ne L'anno crudele
- Anthony Heald in Il cliente
- Arnold Williams in Agente 007 - Vivi e lascia morire
- Ben Stein in Il mio primo bacio
- Bill Gratton in Il miglio verde
- Bob Hoskins in Un amore a 5 stelle
- Brian Cox in Correndo con le forbici in mano
- Bruce Campbell in Spider-Man 3
- Bruce Dern in Il massacro del giorno di San Valentino
- Burton Gilliam in Ritorno al futuro - Parte III
- Christopher Guest in Codice d'onore
- Christopher Lloyd in Un giorno perfetto
- Christopher Meloni in Junior
- Cliff Potts in 2002: la seconda odissea
- Colin Blakely in Assassinio sull'Orient Express
- Colin Farrell in Gandhi
- Darryl Henriques in Jumanji
- David Bowie in Basquiat
- David McCallum in La grande fuga
- Dick Cavett in Forrest Gump
- Don Murray in Accadde in paradiso
- Donald Pleasence in Incredibile viaggio verso l'ignoto
- Edward Wiley in Highlander - L'ultimo immortale
- Eli Wallach in Rebus per un assassinio
- Everett McGill in 007 - Vendetta privata
- Franco Diogene in Delitto a Porta Romana
- Gary Lewis in Gangs of New York
- Gene Simmons in Runaway
- George Birt in La chiave di Sara
- Gérard Klein in Frantic
- Glenn Morshower in Black Hawk Down - Black Hawk abbattuto
- Glenn Shadix in Demolition Man
- Graham Stark in Uno sparo nel buio
- Gregory Sierra in Eroi per un amico
- Harold Ramis in Qualcosa è cambiato
- Harrison Ford in Apocalypse Now
- Harry Reems in La vera gola profonda
- Harvey Jason in Il mondo perduto - Jurassic Park
- Hugh Quarshie in Highlander - L'ultimo immortale
- Ian Abercrombie in Il mondo perduto - Jurassic Park
- Ian McNeice in Il giro del mondo in 80 giorni
- Jean-Pierre Cassel in I tre moschettieri
- Joe Alaskey in Chi ha incastrato Roger Rabbit
- Joe Brooks in Stringi i denti e vai!
- Joe Turkel in Quelli della San Pablo
- John Belushi in Verso il sud
- John C. Reilly in Un perfetto gentiluomo
- John Larroquette in Appuntamento al buio
- John Quentin in Gandhi
- Ken Berry in Il gatto venuto dallo spazio
- Kris Kristofferson in Bloodworth - Province della notte
- Lance Henriksen in Pistol Whipped - L'ultima partita
- Lee Arenberg in RoboCop 3
- Luke Askew in La brigata del diavolo
- Mandy Patinkin in Dick Tracy
- Martin Ferrero in Demoni e dei
- Martin Landau in Il caso Warren Jeffs
- Martin Kove in L'ultima casa a sinistra
- Michael O'Donoghue in Palle d'acciaio
- Michael Redgrave in La signora scompare
- Michel Serrault in Guardato a vista
- Mickey Rooney in Colpiscono senza pietà
- Ned Beatty in Rampart
- Julian Glover in Poirot e il caso Amanda
- Jack Hedley in Lawrence d'Arabia
- Nigel Hawthorne in Gandhi
- Paul Herman in Il lato positivo - Silver Linings Playbook
- Paul Michael Glaser in Starky & Hutch
- Paul Prokop in Il ponte di Remagen
- Peter Falk in Mariti
- Prabhakar Pantakar in Gandhi
- R. Lee Ermey in L'uomo di casa
- Ray Lovelock in La vergine, il toro e il capricorno
- Riccardo Pizzuti in Nati con la camicia
- Richard Bakalyan in La più grande storia mai raccontata
- Richard Bohringer in Subway
- Richard Jenkins in Nikita - Spie senza volto
- Richard Leech in Gandhi
- Robert Hays in L'aereo più pazzo del mondo
- Rolf Saxon in Mission: Impossible
- Ron Frazier in Brubaker
- Ronobir Lahiri in Stuart Little 2
- Roy Brocksmith in Aracnofobia
- Ron Rich in Non per soldi... ma per denaro
- Rutger Hauer in I falchi della notte
- Sam Shepard in I giorni del cielo
- Saul Rubinek in Il falò delle vanità
- Sayed Badreya in Zohan - Tutte le donne vengono al pettine
- Steven Berkoff in Millennium - Uomini che odiano le donne
- Sydney Pollack in Destini incrociati
- Tim Curry in Oscar - Un fidanzato per due figlie
- Tom Courtenay in Il servo di scena
- Tom Curey in Spider-Man 2
- Tom Tryon in Il giorno più lungo
- Tom Waits in Dracula di Bram Stoker
- Tracey Walter in Erin Brockovich - Forte come la verità
- Vincent D'Onofrio in Men in Black
- Vincent Schiavelli in Two Much - Uno di troppo
- Vinicio Diamanti in Delitto al Blue Gay
- Waldo Roeg in Highlander - L'ultimo immortale
- Walter Koenig in Rotta verso la Terra
- William P. O'Hagan in Ovunque nel tempo
- Harry Northup in Taxi Driver

### Televisione
- Paul Michael Glaser in Starsky & Hutch
- Dick Van Patten in La famiglia Bradford
- René Auberjonois in Boston Legal
- Jon Lovitz in Friends

### Animazione
- Fra Tuck in Robin Hood
- Yosemite Sam in Chi ha incastrato Roger Rabbit
- Pete Belinksy in American Pop
- Raiatt in Lupin III - La lacrima della Dea
- Iwaki in Robin e i 2 moschettieri e ½
- Saddam Hussein in South Park - Il film: più grosso, più lungo & tutto intero
- LRRR (st. 6), Blek (ep. 3x16), Robot Dio (ep. 6x16), Papa spaziale (ep. 6x18) e Giudice White (ep. 7x11) in Futurama[2]

### Direzione del doppiaggio
Oltre ad essere stato sin dagli anni sessanta un prolifico doppiatore, Manlio de Angelis fu molto attivo anche come direttore del doppiaggio.

## Filmografia parziale

### Cinema
- Un branco di vigliacchi, regia di Fabrizio Taglioni (1962)
- La donna, il sesso e il superuomo, regia di Sergio Spina (1967)

### Televisione
- I racconti di padre Brown, regia di Vittorio Cottafavi - miniserie TV (1971)
- L'allodola prosa TV di Jean Anouilh, regia di Vittorio Cottafavi, trasmessa dal Secondo canale il 16 marzo 1973.
- Qui squadra mobile, regia di Anton Giulio Majano - serie TV (1973)
- Ritratto di donna velata, regia di Flaminio Bollini - miniserie TV (1975)